# Albert Siebert
Pour les articles homonymes, voir Siebert.
Temple de la renommée : 1964
Albert Charles Siebert, dit Babe, (né le 14 janvier 1904 à Plattsville, absorbée en 1975 par la formation de Blandford-Blenheim en Ontario au Canada — mort le 25 août 1939) est un joueur professionnel canadien de hockey sur glace. Il a joué toute sa carrière professionnelle dans la Ligue nationale de hockey pendant quatorze saisons avec les Maroons de Montréal, les Rangers de New York, les Bruins de Boston et les Canadiens de Montréal.

## Carrière

### Carrière junior
Siebert grandit en Ontario près de la ville de Zurich et joue alors au hockey dès son plus jeune âge avec les Intermediates de Zurich en 1920-1921. Il joue par la suite pour différentes équipes amateurs et en particulier joue la finale de la Coupe Allan en 1924-1925 avec les Cataracts de Niagara Falls. L'équipe perd contre celle des Bearcats de Port Arthur. La finale de la Coupe Allan se joue dans la nouvelle patinoire du Forum de Montréal, domicile des Maroons de Montréal de la Ligue nationale de hockey et deux cadres de l'équipe assistent alors au match : James Strachan, président des Maroons et Eddie Gerard, l'entraîneur. Après le match, Strachan invite le jeune Siebert et lui fait signer son premier contrat professionnel le 16 mars 1925.

### Carrière professionnelle
Avec vingt-quatre points, il termine la saison 1925-1926 en tant que deuxième meilleur pointeur des Maroons derrière Nels Stewart et ses quarante-deux points, alors que son équipe termine deuxième derrière les Sénateurs d'Ottawa. Les Maroons doivent jouer un tour préliminaire avant de jouer la finale des séries de la LNH et remporter le trophée Prince de Galles. L'équipe bat les Pirates de Pittsburgh en deux matchs 3-1 puis 3-3 soit 6-4 au total. Ils rencontrent ensuite les Sénateurs lors de la finale qu'ils remportent 2 buts à 1 en deux matchs. Ils affrontent alors les Cougars de Victoria de l'Association de hockey de la Côte du Pacifique pour la Coupe Stanley et Siebert inscrit trois points en quatre matchs pour la victoire de son équipe.
Il passe les sept saisons suivantes avec les Maroons sans parvenir à remporter une nouvelle fois la Coupe Stanley. En 1928-1929, Dunc Munro défenseur de l'équipe est victime d'une légère attaque cardiaque et est obligé de mettre sa carrière entre parenthèses. L'équipe se retrouve sans défenseur de métier et Siebert est aligné en défense par l'entraîneur Eddie Gerard, faisant ainsi baisser les statistiques de Sieber qui ne marque que trois buts et huit points en trente-neuf matchs. À partir de 1929, Munro qui est devenu le nouvel entraîneur de l'équipe, le fait évoluer aux côtés de Stewart et de Hooley Smith. Tous les trois forment ainsi une fameuse ligne de la LNH, la « S-line », de l'initiale de leur nom de famille, les trois joueurs finissant souvent parmi les meilleurs buteurs de la ligue.
Le 2 juillet 1932, il est vendu par les Maroons aux Rangers de New York, l'équipe de Montréal ayant de plus en plus des difficultés financières. Dès cette nouvelle saison, il remporte une nouvelle Coupe Stanley en étant le sixième pointeur de l'équipe derrière la première ligne des Rangers : Frank Boucher et les frères Bill et Bun Cook. Il commence la saison suivante avec les Rangers mais le 18 décembre 1933, il change une nouvelle fois d'équipe et part jouer pour les Bruins de Boston en retour de Vic Ripley et de Roy Burmister. Pour la deuxième fois de sa carrière dans la LNH, il fait partie d'une équipe qui manque les séries. Les Bruins se rattrapent la saison suivante en finissant à la première place de leur division en saison régulière et Siebert est mis en avant en étant sélectionné dans la première équipe d'étoiles de la LNH. L'équipe est barrée par les Maple Leafs de Toronto en demi-finale de la Coupe Stanley et leur gardien vedette : George Hainsworth. Finalement, ce sont les Maroons qui remportent cette édition de la Coupe.
Il est une nouvelle fois sélectionné dans la première équipe d'étoiles de la LNH en 1935-1936 pour sa dernière saison avec les Bruins et une élimination dès les quarts-de-finale de la Coupe. En effet, du côté des Canadiens de Montréal, le nouvel entraîneur de l'équipe Cecil Hart insiste auprès de la direction pour qu'elle fasse venir le joueur mais également Howie Morenz. L'échange entre les deux équipes est conclu le 10 septembre 1936 : Siebert et Roger Jenkins sont échangés en retour de Leroy Goldsworthy, Sammy McManus et de 10 000 dollars.
Siebert est aussitôt nommé capitaine de l'équipe et il aide celle-ci à passer de la dernière place de la LNH à la première. Il reçoit le trophée Hart du meilleur joueur de la saison. Cette saison est gâchée par le décès de Morenz à la suite d'une blessure reçue à la jambe au cours d'un match. L'équipe ne parvient pas à passer le premier tour des séries qu'elle joue : encore sous le choc du décès de Morenz, elle est éliminée en 5 matchs sans montrer de réelles volontés de l'emporter.
En dehors de la patinoire, il passe tout son temps à s'occuper de sa femme et de leurs deux enfants, celle-ci étant paralysée du bas du corps depuis la naissance de leur cadet,. Il joue encore deux saisons avec les Canadiens en tant que capitaine et défenseur de l'équipe mais lors des deux saisons les Canadiens sont éliminés au premier tour des séries.

### Reconversion
Il raccroche ses patins à l'issue de la 1938-1939 et au cours de l'été qui suit, Ernest Savard, directeur des Canadiens, décide de confier les rênes de l'équipe à Siebert. Malheureusement pour lui, il ne dirigera pas un seul match de l'équipe puisqu'il meurt quelque temps plus tard en se noyant dans le Lac Huron avec des circonstances nébuleuses. Il a donc la triste distinction d’être le seul entraîneur de l’histoire de la LNH à n’avoir aucune victoire, défaite ou nulle de sa carrière. Sa mort laisse sa famille dans le besoin et la LNH décide d’organiser un match de gala dont les recettes leur sont reversées pour leur venir en aide. C'est alors la troisième partie d’étoiles de l’histoire de la ligue et il rapporte 15 000 dollars pour sa famille.
Il est intronisé au Temple de la renommée du hockey à titre posthume en 1964 avec les joueurs Doug Bentley, Bill Durnan et Jack Stewart, les bâtisseurs Angus Campbell et Frank Dilio ainsi que l'arbitre Bill Chadwick

## Statistiques
| Saison     | Équipe                     | Ligue       |     | Saison régulière | Saison régulière | Saison régulière | Saison régulière | Saison régulière |   | Séries éliminatoires | Séries éliminatoires | Séries éliminatoires | Séries éliminatoires | Séries éliminatoires |
| Saison     | Équipe                     | Ligue       | PJ  | B                | A                | Pts              | Pun              | PJ               | B | A                    | Pts                  | Pun                  |                      |                      |
| 1920-1921  | Intermediates de Zurich    | OHA Int.    |     |                  |                  |                  |                  |                  |   |                      |                      |                      |                      |                      |
| 1921-1922  | Hawks d'Exeter             | OHA Int.    |     |                  |                  |                  |                  |                  |   |                      |                      |                      |                      |                      |
| 1922-1923  | Greenshirts de Kitchener   | OHA Jr.     |     |                  |                  |                  |                  | 8                | 6 | 4                    | 10                   |                      |                      |                      |
| 1923-1924  | Twin City de Kitchener     | OHA Sr.     | 10  | 9                | 4                | 13               |                  |                  |   |                      |                      |                      |                      |                      |
| 1924-1925  | Cataracts de Niagara Falls | OHA Sr.     | 20  | 9                | 2                | 11               | 26               | 2                | 2 | 0                    | 2                    | 8                    |                      |                      |
| 1924-1925  | Cataracts de Niagara Falls | Coupe Allan |     |                  |                  |                  |                  | 8                | 5 | 0                    | 5                    |                      |                      |                      |
| 1925-1926  | Maroons de Montréal        | LNH         | 35  | 16               | 8                | 24               | 108              | 8                | 2 | 2                    | 4                    | 6                    |                      |                      |
| 1926-1927  | Maroons de Montréal        | LNH         | 42  | 5                | 3                | 8                | 116              | 2                | 1 | 0                    | 1                    | 2                    |                      |                      |
| 1927-1928  | Maroons de Montréal        | LNH         | 40  | 8                | 9                | 17               | 109              | 9                | 2 | 0                    | 2                    | 26                   |                      |                      |
| 1928-1929  | Maroons de Montréal        | LNH         | 39  | 3                | 5                | 8                | 52               |                  |   |                      |                      |                      |                      |                      |
| 1929-1930  | Maroons de Montréal        | LNH         | 41  | 14               | 19               | 33               | 94               | 3                | 0 | 0                    | 0                    | 0                    |                      |                      |
| 1930-1931  | Maroons de Montréal        | LNH         | 42  | 16               | 12               | 28               | 76               | 2                | 0 | 0                    | 0                    | 6                    |                      |                      |
| 1931-1932  | Maroons de Montréal        | LNH         | 48  | 21               | 18               | 39               | 64               | 4                | 0 | 1                    | 1                    | 4                    |                      |                      |
| 1932-1933  | Rangers de New York        | LNH         | 42  | 9                | 10               | 19               | 38               | 8                | 1 | 0                    | 1                    | 12                   |                      |                      |
| 1933-1934  | Rangers de New York        | LNH         | 13  | 0                | 1                | 1                | 18               |                  |   |                      |                      |                      |                      |                      |
| 1933-1934  | Bruins de Boston           | LNH         | 32  | 5                | 6                | 11               | 31               |                  |   |                      |                      |                      |                      |                      |
| 1934-1935  | Bruins de Boston           | LNH         | 48  | 6                | 18               | 24               | 80               | 4                | 0 | 0                    | 0                    | 6                    |                      |                      |
| 1935-1936  | Bruins de Boston           | LNH         | 46  | 12               | 9                | 21               | 66               | 2                | 0 | 1                    | 1                    | 0                    |                      |                      |
| 1936-1937  | Canadiens de Montréal      | LNH         | 44  | 8                | 20               | 28               | 38               | 5                | 1 | 2                    | 3                    | 2                    |                      |                      |
| 1937-1938  | Canadiens de Montréal      | LNH         | 37  | 8                | 11               | 19               | 56               | 3                | 1 | 1                    | 2                    | 0                    |                      |                      |
| 1938-1939  | Canadiens de Montréal      | LNH         | 44  | 9                | 7                | 16               | 36               | 3                | 0 | 0                    | 0                    | 0                    |                      |                      |
| Totaux LNH | Totaux LNH                 | Totaux LNH  | 593 | 140              | 156              | 296              | 982              | 53               | 8 | 7                    | 15                   | 64                   |                      |                      |

## Honneurs et trophées
- 1925-1926 : gagnant de la Coupe Stanley
- 1932-1933 : gagnant de la Coupe Stanley
- 1936-1937 : récipiendaire du Trophée Hart
- 1964 : intronisé au Temple de la renommée du hockey